# C/1864 R1 Donati
La cometa C/1864 R1 Donati è una cometa non periodica scoperta il 10 settembre 1864 dall'astronomo italiano Giovanni Battista Donati.